# Кашан (річка)
Каша́н — річка у Туркменістані, притока річки Мургабу. 
Довжина річки становить 252 км, басейн сягає 7000 км². 
Кашан бере свій початок на північних схилах гори Сефідкух і проходить по рівнинній місцевості Туркменістану. У деяких місцях річка розширюється, в деяких — звужується. Так, у деяких рівнинних місцинах ширина її досягає 4 км. 
На деяких ділянках пересихає. Так, нижче джерела Дербент-Келтекух Кашан залишається без води до 181 дня на рік. У деякі роки вода не тече від 131 до 276 днів у році. Це пояснюється посухою. 
Відмітною рисою режиму води річки Кашан є її нетривалість. Здійняття рівня води зв'язане з тривалими атмосферними опадами, характеризується селями. Через що в березні-квітні відбувається розлив води річки. Іноді при розливі вода підіймається на 3-4 м, і підсилюється потужність потоку річки. Наприклад, у 1934 році 29 травня за один день рівень річки піднявся на 3 метри, а витрата води склала 60 м³/с. Максимальна витрата води р. Кашан досягає 180 м³/с. Хоча узимку тривалість розливів більше, ніж навесні, у зв'язку з характером опадів витрата води відрізняється не набагато. У середньому витрату води річки становить 84 м³/с. 
При розливі річки Кашан її води дуже забруднені і близькі до селевих вод. Тому іноді води річки містять у собі до 300-500 кг дрібнозернистих порід. 
Річка Кашан впадає у річку Мургаб.